# La carbonara
La carbonara è un film italiano del 2000 diretto da Luigi Magni, il suo ultimo per il grande schermo.

## Trama
Nel 1825 una bella e cinica nobildonna romana caduta in disgrazia inizia ad occuparsi delle sorti di un carbonaro e si occupa anche della sua fuga, con la complicità di un bandito dal cuore d'oro. 
La donna gestisce anche una trattoria rinomata per il piatto forte della casa: la pastasciutta alla carbonara.
In questa sua attività si ritrova, dopo aver venduto ogni suo bene, a riscattare il marito, rapito a scopo di estorsione e mai più tornato. Un giorno lo ritrova nelle vesti di un frate, proprio mentre quest'ultimo tenta di salvare la vita ad un amante della donna. Si scopre che entrambi sono carbonari, servi della causa. Entrambi hanno sacrificato la vita ai loro ideali, ma non solo la loro esistenza è stata sconvolta: lo è stata anche quella della stessa Carbonara, che si ritrova al centro delle velleità libertarie dei tanti uomini che si riempiono la bocca di belle parole, ma poi, nei fatti, si rivelano inetti ed inconcludenti. Su tutto questo, vigila la singolare figura di un Cardinale che si interroga sull'opportunità di un rinnovamento del potere temporale, per quanto si accorga che i tempi stiano mutando in fretta.
La donna alla fine fugge sul cavallo del carbonaro che aveva contribuito a salvare.

## Critica
( Fabio Bo, Il Messaggero, 11 febbraio 2000.)
( Lietta Tornabuoni, La Stampa, 14 marzo 2000.)
(FilmTv.it)
(MYmovies.it)